# Bellina Logan
Bellina Logan (* 28. September 1966 in Los Angeles) ist eine US-amerikanische Schauspielerin.

## Leben
Bellina Logan wurde 1966 im US-Bundesstaat Kalifornien als Tochter des Schauspielers und Regisseurs Vantile Whitfield und Averil Logan geboren. Über ihren Vater hat sie zwei Halbgeschwister, ihr Halbbruder Lance Vantile Whitfield ist Artdirector und war in dieser Funktion mehrfach bei den NAACP Image Award engagiert.
Logan arbeitete vor allem in Nebenrollen bei Filmen und in Episodenrollen, bzw. wiederkehrenden Nebenrollen in Serien. So spielte sie zwischen 1996 und 2008 die wiederkehrende Figur der Krankenschwester Kit in der Serie Emergency Room.
Sie ist mit dem Schauspieler Ben Bode verheiratet und sie haben ein gemeinsames Kind.

## Filmografie (Auswahl)
- 1989: Hawk (A Man Called Hawk, Episode 1x8)
- 1990: Blue Steel
- 1990: Twin Peaks (Episode 2x4)
- 1990: Jacob’s Ladder – In der Gewalt des Jenseits (Jacob’s Ladder)
- 1991: Law & Order (Episode 2x8)
- 1992: On the Air – Voll auf Sendung (On the Air, Episode 1x7)
- 1994: Interview mit einem Vampir (Interview with the Vampire: The Vampire Chronicles)
- 1995: Central Park West (5 Episoden)
- 1996–2008: Emergency Room – Die Notaufnahme (ER, 27 Episoden)
- 1997: Der gebuchte Mann (Picture Perfect)
- 1997: Cosby (Episode 2x3)
- 2000–2001: Family Law (2 Episoden)
- 2004: Crossing Jordan – Pathologin mit Profil (Crossing Jordan, Episode 4x5)
- 2006: Girlfriends (Episode 6x19)
- 2009–2010: Sons of Anarchy (7 Episoden)
- 2010: Numbers – Die Logik des Verbrechens (NUMB3RS, Episode 6x11)
- 2010: Hawthorne (2 Episoden)
- 2011: Medium – Nichts bleibt verborgen (Medium, Episode 7x12)
- 2011–2013: Enlightened – Erleuchtung mit Hindernissen (Enlightened, 4 Episoden)
- 2013: Navy CIS: L.A. (NCIS: Los Angeles, Episode 5x1)
- 2014: Awkward – Mein sogenanntes Leben (Awkward, Episode 4x2)
- 2017: The Magicians (Episode 2x4)
- 2017: Famous in Love (2 Episoden)
- 2017–2018: Midnight, Texas (2 Episoden)
- 2018: American Vandal (6 Episoden)
- 2019: Better Things (Episode 3x2)
- 2019: Big Little Lies (Episode 2x5)
- 2020: Navy CIS (NCIS, Episode 17x19)